# Chalcis perdita
Chalcis perdita är en stekelart som beskrevs av Charles Thomas Brues 1910. Chalcis perdita ingår i släktet Chalcis och familjen bredlårsteklar. Inga underarter finns listade i Catalogue of Life.